# Oregon Route 99E Business
Az Oregon Route 99E Business (OR-99EB/OR 99E Bus.) a 99E út Salem belvárosán át haladó szakasza.

## Leírás
A nyomvonal az Interstate 5 és az Oregon Route 99E közös szakasza, valamint az OR 22 csomópontjában kezdődik északnyugati irányban. A délnyugati 12/13. utcáknál lévő rámpán felhajt a felüljáróra, majd a Willamette Egyetem mellett északra halad, ezt követően a Pringle-patak túlpartján fekvő szintbeli csomópontban a Willamette-folyó felé kanyarodik, majd két egyirányú szakaszon a Front Street Northeastre érkezik, innen rövid ideig a vízpartot követi. Észak felé egy újabb, egymástól egy sarokra haladó egyirányú szakasz következik. Grant és Highland kerületeket elhagyva az út északkelet felé a Salem Parkwayre fordul, majd az I-5 közeli felhajtójában végződik.

### Interstate 305

A tervezett út jelölése

A mai Salem Parkway eredetileg Salem Parkway #65/Interstate 305 jelzéssel gyorsforgalmi út lett volna. A tervek szerint hat kilométeres szakaszhoz további 3,77 kilométert toldottak volna, amellyel a Willamette-folyón emelendő új hídon az OR 22-höz és Polk megyéhez csatlakozna. 1976-ban a lakosság tiltakozása miatt a tervezetet elvetették, ehelyett épült a Salem Parkway.
Az északi összekötő megépülte előtt az OR 99EB mai szakaszát 99E-vel jelölték; miután a Salem Parkway megépült, a 99E-t az Interstate 5-re terelték. 1992 márciusában a 99EB déli nyomvonalát a belvárosból az OR 22-re vezették.

### Fejlesztési tervek
Mivel jelenleg csak a Marion/Center utcák hídja az egyetlen, gépjárművek számára nyitott átkelési lehetőség a városban, az ODOT és Salem egy új híd létesítését vizsgálják, amely az I-305 tervezett nyomvonalához hasonlóan, az északi városrészben kelne át a folyón, ezzel az OR 99EB-ről az Oregon Route 221 felé is tovább lehetne haladni.

## Fordítás
Ez a szócikk részben vagy egészben  az   Oregon Route 99E Business című angol Wikipédia-szócikk ezen változatának fordításán alapul.  Az eredeti cikk szerkesztőit annak laptörténete sorolja fel. Ez a jelzés csupán a megfogalmazás eredetét és a szerzői jogokat jelzi, nem szolgál a cikkben szereplő információk forrásmegjelöléseként.